# Sakai Kentaro
Kentaro Sakai (sinh ngày 20 tháng 5 năm 1975) là một cầu thủ bóng đá người Nhật Bản.

## Sự nghiệp câu lạc bộ
Kentaro Sakai đã từng chơi cho Avispa Fukuoka.